# Maiorias Qualitativas nas Defesas Índias
Maiorias Qualitativas nas Defesas Índias é o título de um livro sobre enxadrismo escrito por Henrique Marinho e publicado no Brasil em 2004.

## Maiorias Qualitativas
Aborda o tema estratégico que Aaron Nimzowitsch denominou maioria qualitativa, em sua obra-prima Mi Sistema, mas voltada sua aplicação somente para algumas Defesas Índias, tais como a Índia do Rei, Índia Antiga, Indo-Benoni e a Benoni. Na segunda edição, ainda não publicada, o autor acrescentou um apêndice onde aborda resumidamente as maiorias qualitativas também na Abertura Ruy López. Em Maio de 2012 foi lançada sua tradução para o inglês como Winning Pawn Play in the Indian Defenses pela Mongoose Press, Newton Highlands, MA, USA, ISBN 978-1-936277-34-6.